# Can Banús
Can Banús és una masia de Santa Perpètua de Mogoda (Vallès Occidental) inclosa a l'Inventari del Patrimoni Arquitectònic de Catalunya.

## Descripció
És una masia de planta basilical distribuïda en tres plantes amb coberta a doble vessant. Destaca la finestra gòtica de la part central de l'edifici. La porta d'entrada és adovellada i les finestres tenen una estructura desigual. Una porta d'entrada dona accés al pati on es troba la masia.
Actualment, l'edifici té una estructura esglaonada la qual cosa fa pensar que no correspon a la seva forma original.